# 焦岗湖镇
焦岗湖镇，原为凤台县毛集实验区焦岗乡，现隶属于安徽省淮南市的一个县级管理区毛集社会发展综合实验区，位于淮南市西南。 